# Cataratas Ntumbachushi

Cataratas Ntumbachushi

Las Cataratas Ntumbachushi o Ntumbachushi Falls (también deletreado Ntumbacusi y Ntumbacushi ) están situadas en el río Ngona en la provincia de Luapula, Zambia, donde corre sobre el borde de la meseta norte de Zambia, en el valle del río Luapula.
Las principales caídas ocurren donde el río se divide en dos canales para formar dos cascadas paralelas cada una de unos 10 m de ancho, con una caída de aproximadamente 30 m de altura, y separados por una distancia de 50 m. Un pequeño parche de bosque relicto crece con el rocío de las cataratas. Durante, e inmediatamente después de la estación lluviosa, de noviembre a abril, el agua, que llega al límite, puede tener una profundidad de hasta 1 m, pero en la estación seca el flujo puede reducirse.
Ntumbachushi es notable no solo por las principales caídas, sino por una serie de pequeñas caídas y piscinas que se extienden por una distancia de más de 2 km por encima de la principal de las caídas, en un paisaje descrito por muchos como uno de los más bellos de África central, con vegetación inusual, con afloramientos rocosos y vistas sobre el valle Luapula. El agua del Ngona se filtra por los humedales (llamados localmente dambos) de los cuales se drena y es excepcionalmente clara, haciendo del río para nadar seguro, siendo considerado por muchos visitantes como el mejor en Zambia.
Las cataratas están a 22 km de Mbereshi en la carretera alquitranada Kawambwa y se accede por un ramal de 1 km que acaba en la parte inferior del acantilado y se acerca a la parte inferior de las principales caídas. Un camino empinado de 20 m en el lado norte de la principal caída lleva hacia la cumbre y sobre el acantilado rocoso y continúa durante 0,5 km hasta un lugar apodado "el paraje" que consta de dos piscinas con caídas de alrededor de 6 m de altura y 25 m de ancho en dos secciones. Por encima de las principales caídas hay dos caídas con un descenso superior a 5 m.
Hay dos santuarios cerca de las principales caídas donde los líderes locales tradicionales y curanderos realizan rituales.